# Trichopteryx nigra
Trichopteryx nigra är en fjärilsart som beskrevs av Brettschneider 1927. Trichopteryx nigra ingår i släktet Trichopteryx och familjen mätare. Inga underarter finns listade i Catalogue of Life.